# FAIRVIEW
FAIRVIEW bezeichnet eine Spionagesoftware der National Security Agency (NSA), mit der es gelingt, auf große Datenmengen außerhalb des eigentlichen Hoheitsgebietes der Vereinigten Staaten zugreifen zu können. Laut The Guardian verbündet sich die NSA mit dem US-Telekomkonzern AT&T und dieses Unternehmen wiederum mit einem ausländischen Konzern. Dadurch bekommt der US-Konzern Zugriff auf das Netzwerk im Ausland und damit auch die NSA.